# Miami Seaquarium
Il Miami Seaquarium è un parco cittadino che si estende su 15  km dell'isola di Virginia Key nella Baia di Biscayne (nei pressi di Downtown Miami) che ospita un delfinario dove si svolgono anche spettacoli di animali ammaestrati. Il parco ha circa 225 dipendenti e rappresenta il terzo maggior contribuente della Contea di Miami-Dade.

## Storia
Fondato nel 1955 da Fred D. Coppock e dal capitano W. B. Gray, è il più antico acquario marino degli Stati Uniti d'America e la seconda attrazione sulla vita marina nella Florida del Sud. Al tempo della sua inaugurazione era anche l'attrazione marina più grande al mondo. Dal 1963 al 1967, al Miami Seaquarium furono registrati 88 episodi della serie televisiva Flipper e due film sullo stesso soggetto. Nel 1983 nelle scene della scazzottata e dell'annaffiata dell'orca del film Nati con la camicia si scelse lo Seaquarium.

## Attrazioni
Il parco offre spettacoli diurni e pernottamenti, eventi per boy scout, e programmi di gruppo. La struttura è visitata da oltre 500.000 persone l'anno.
Il parco è attrezzato sia con vasche per animali marini, sia con aree per animali terrestri. Le vasche per le esibizioni acquatiche sono il Golden Dome Sea Lion Show (per i leoni marini), il Top Deck Dolphin Show ed il Flipper Show (per i delfini) ed il Killer Whale Show (per le orche).
Una delle attrazioni principali del Miami Seaquarium, infatti, fu Lolita, la sola orca presente nel parco, deceduta il 19 agosto 2023 .Lolita è arrivata al Miami Seaquarium nel 1970, dove raggiunse la prima orca ospitata nel Seaquarium, Hugo.
Alla base del Top Deck Dolphin Show vi sono acquari per pesci tropicali, mentre la Manatee Exhibit è un'ulteriore vasca che ospita un'esposizione di lamantini. Nello Shark Channel si possono osservare degli squali, mentre uccelli e rettili si trovano invece nel Tropical Wings e nei Crocodile Flats.

## Galleria d'immagini

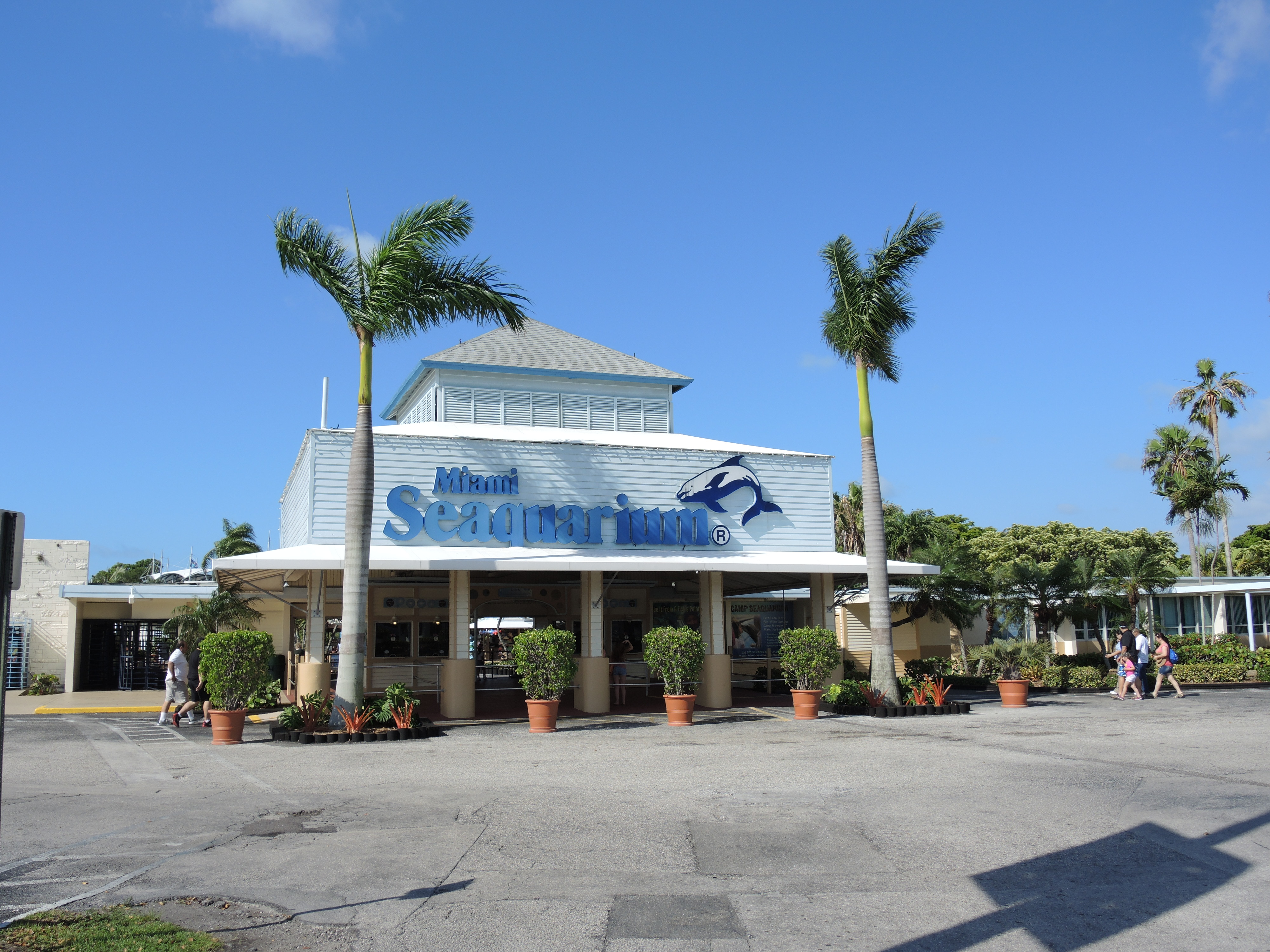
Ingresso principale.
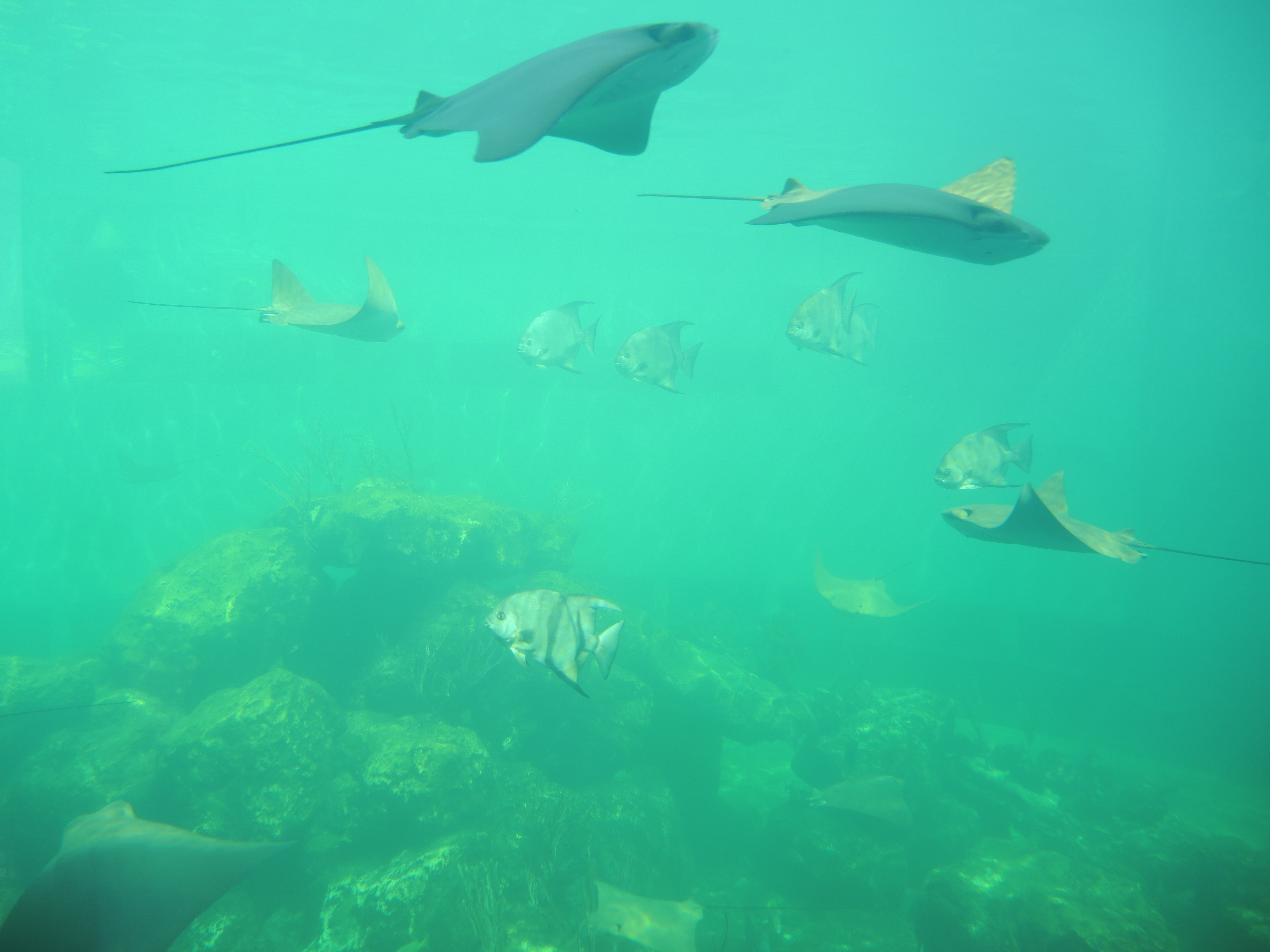
Acquario.
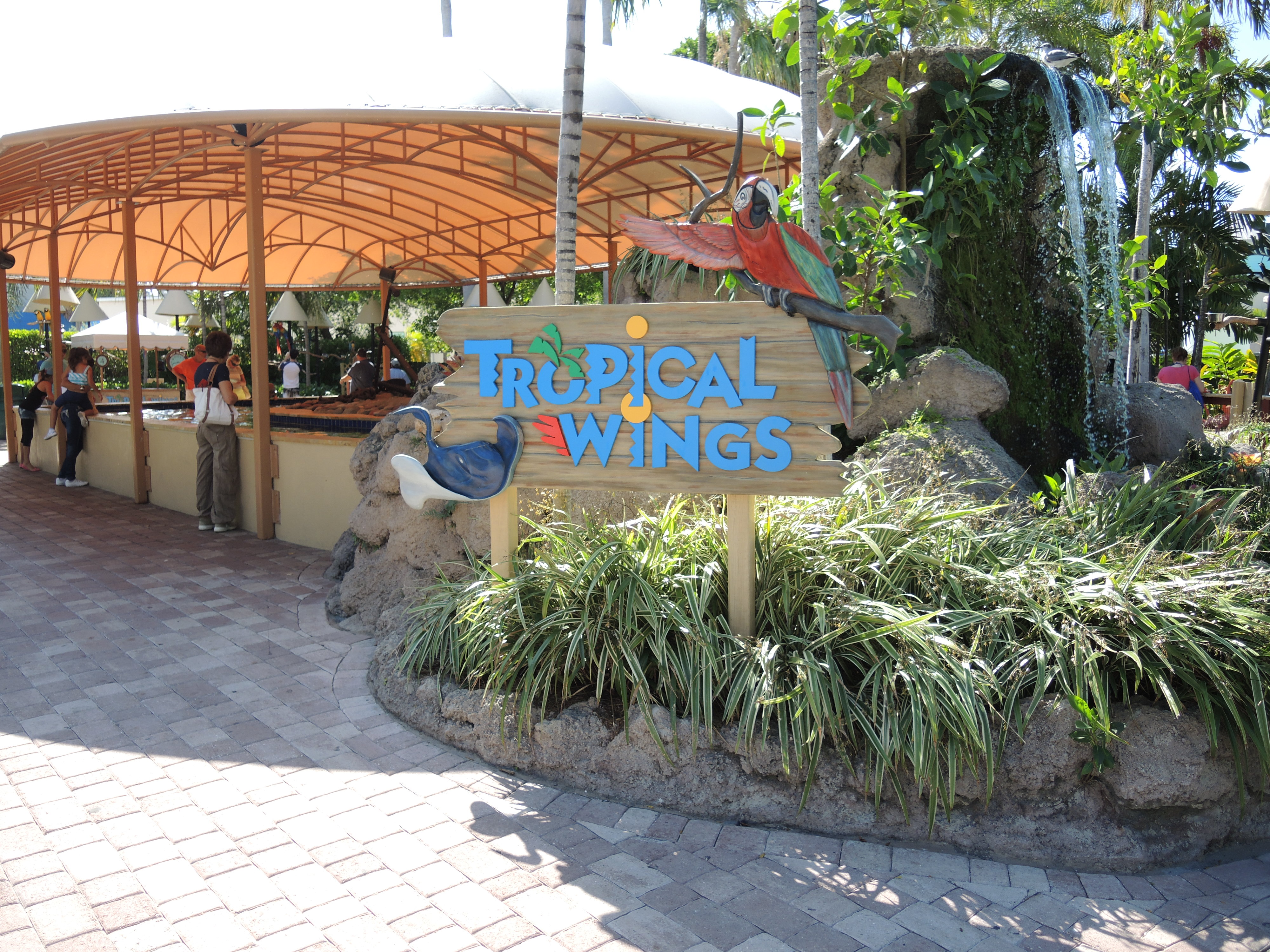
Tropical Wings.
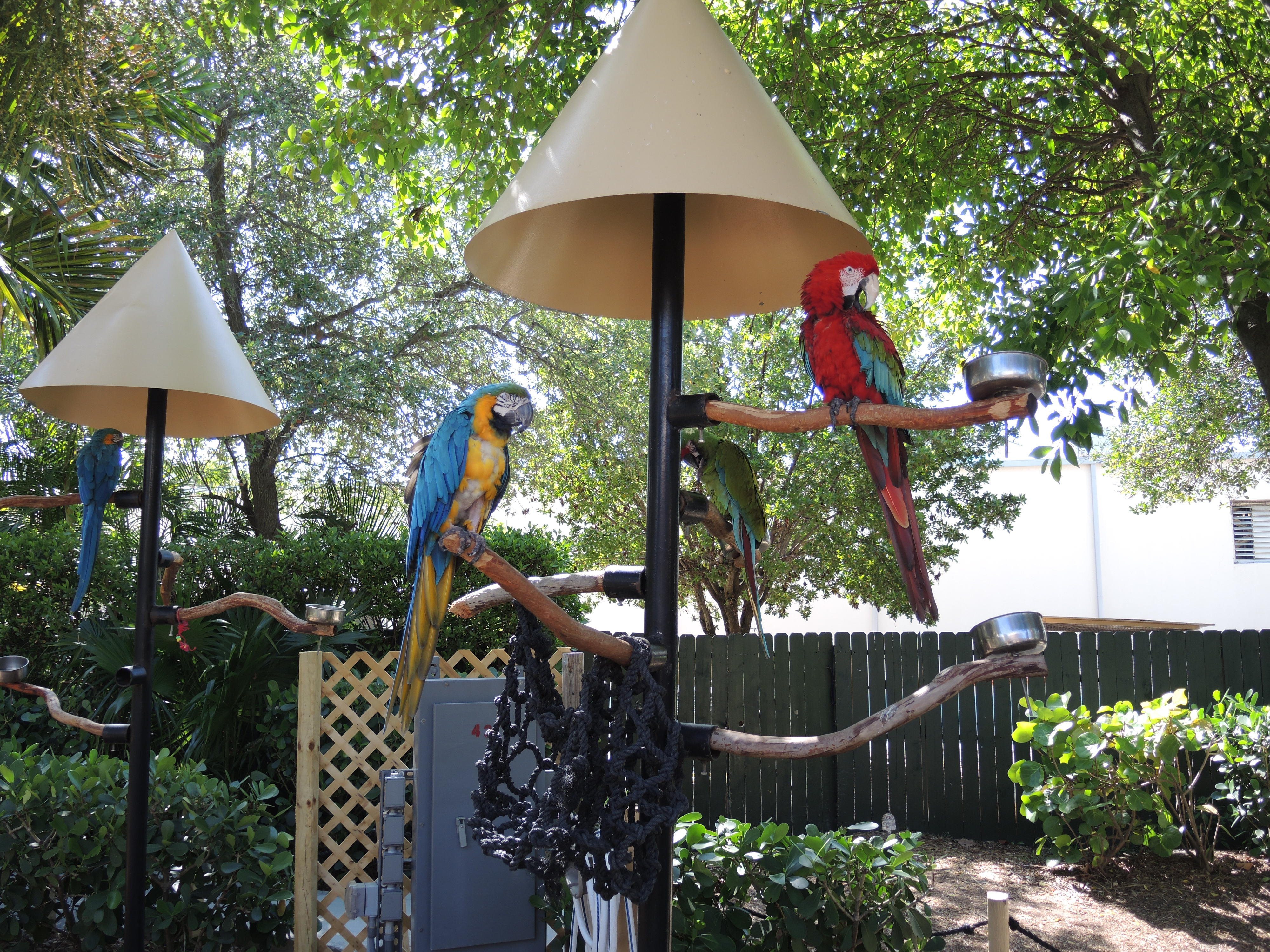
Pappagalli.
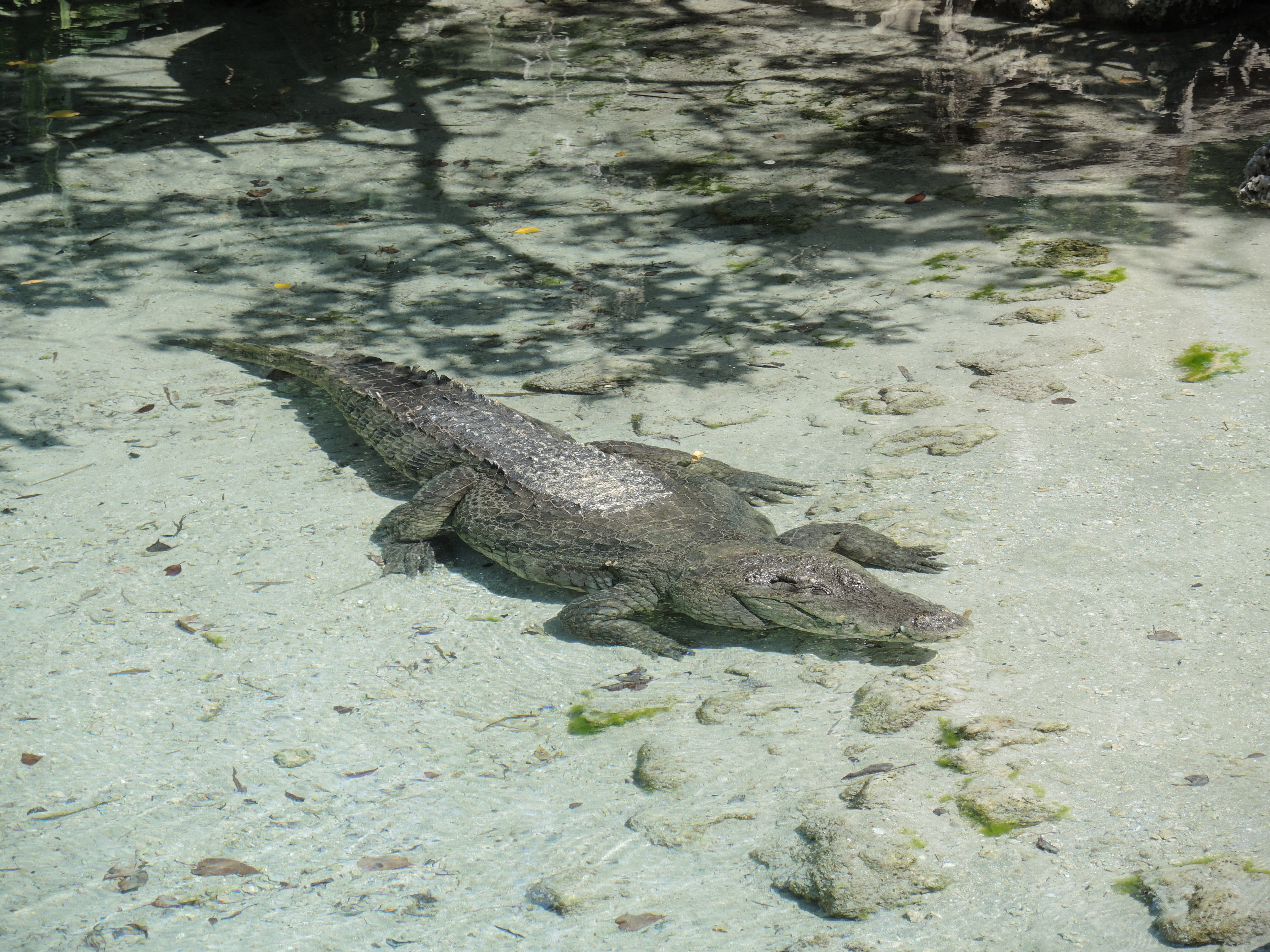
Coccodrillo.
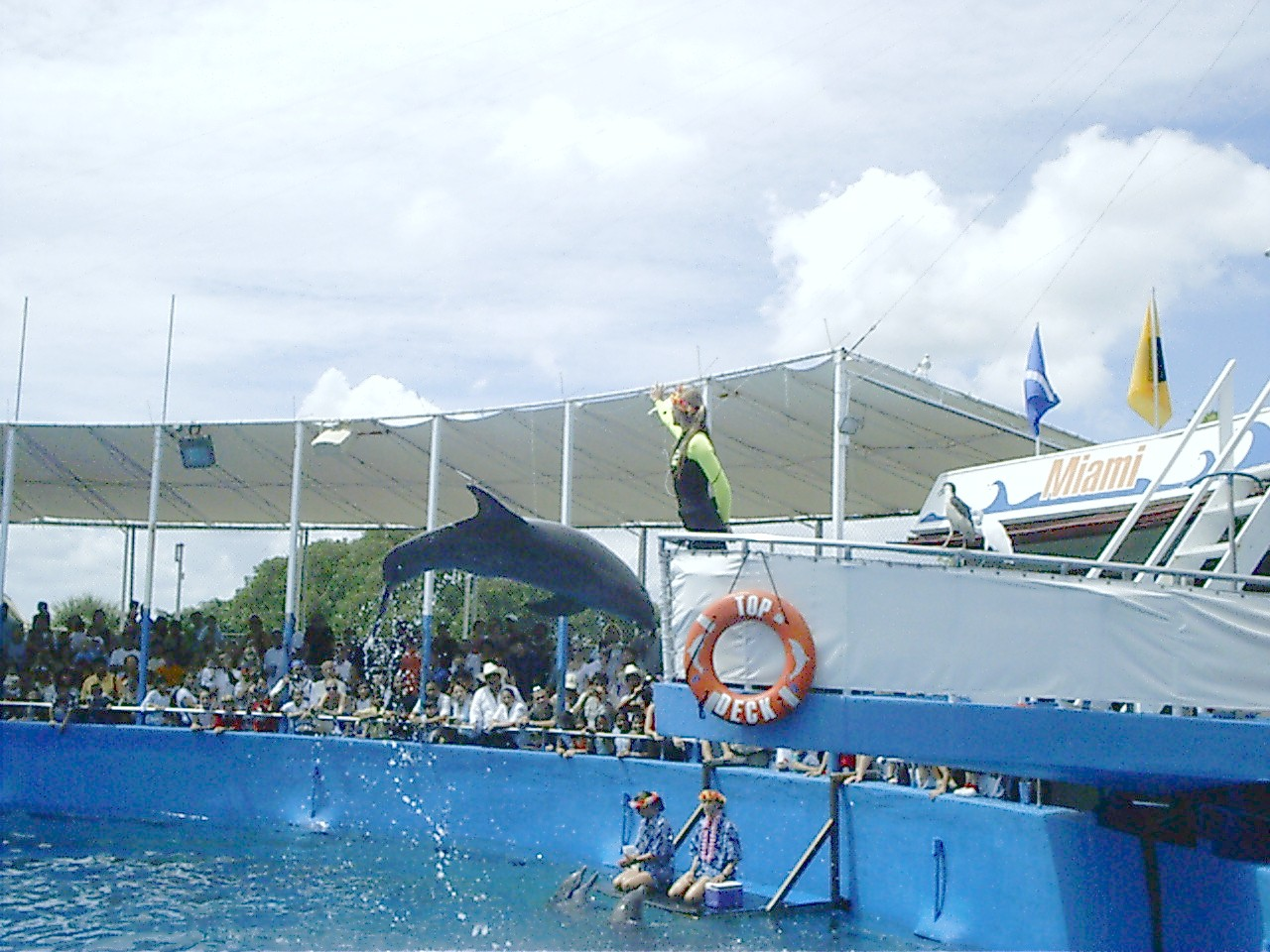
Spettacolo di delfini.
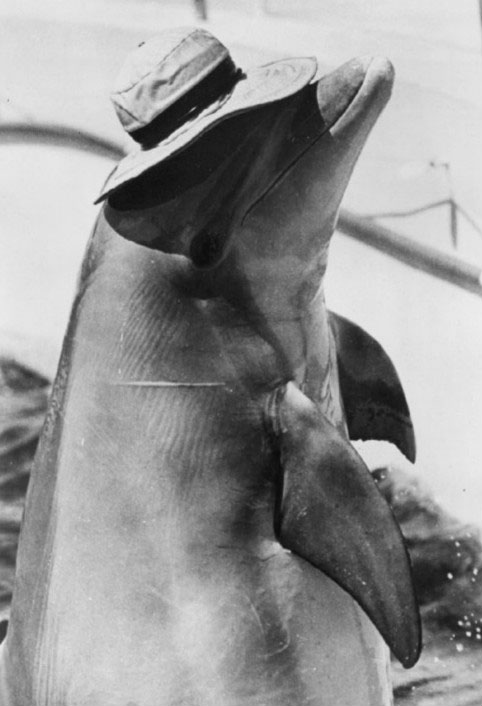
Flipper nel 1969.
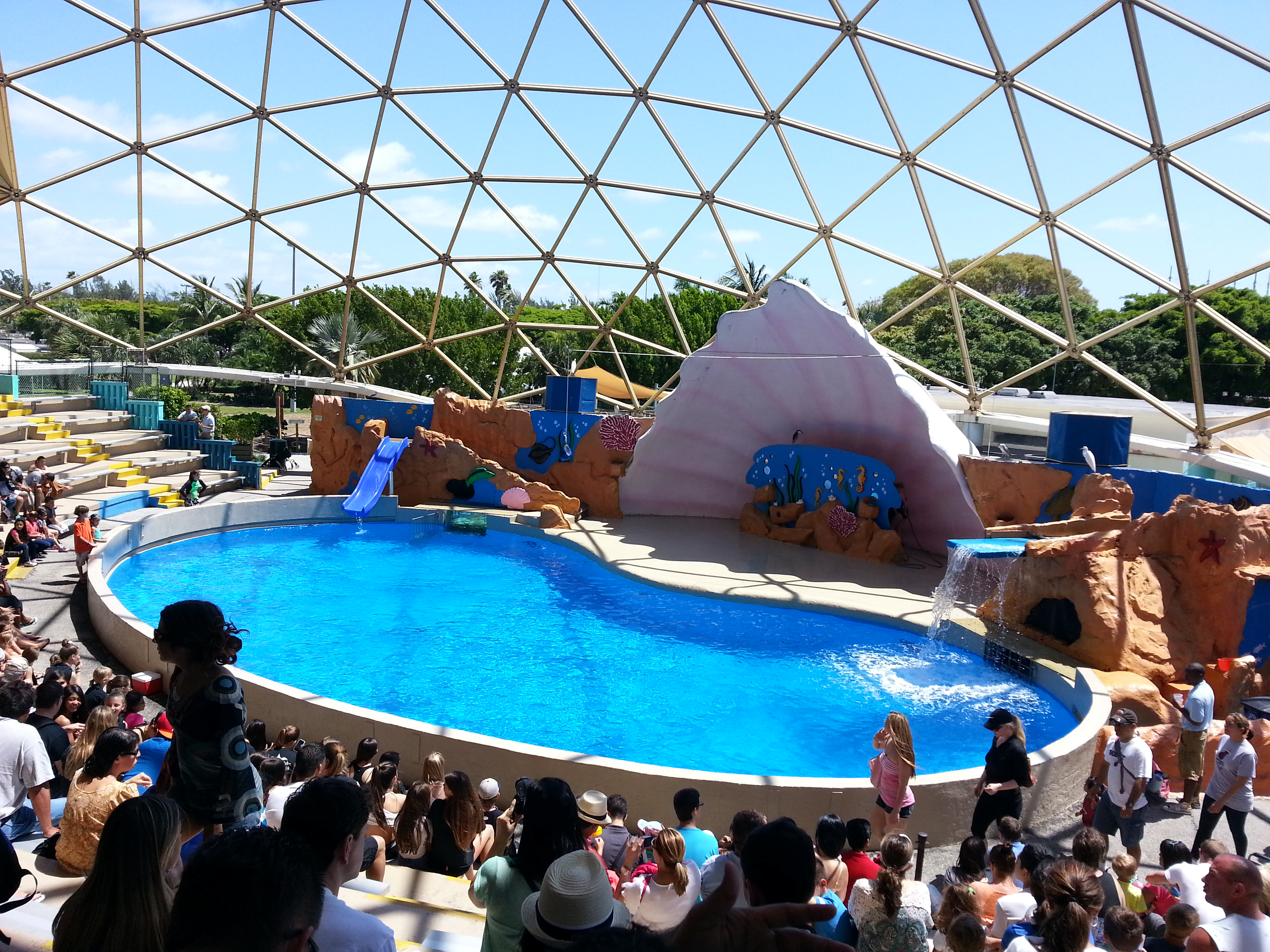
Golden Dome.
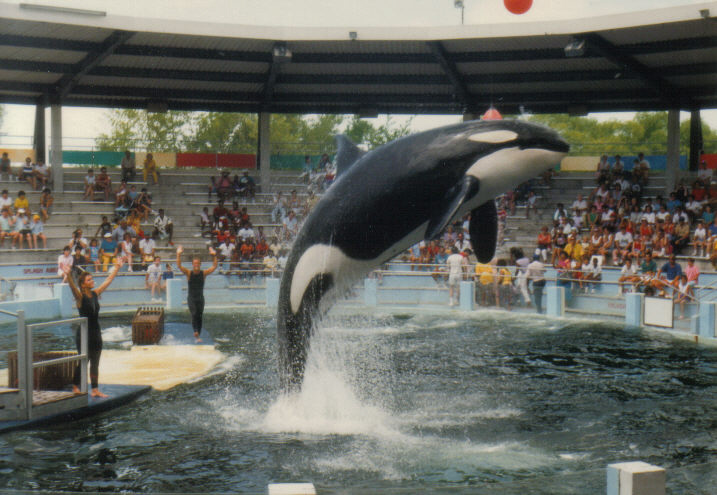
L'orca Lolita.